# Ranil Vikremesinghe
Ranil Vikremesinghe (sinhálsky රනිල් වික්‍රමසිංහ, * 24. března 1949, Kolombo) je srílanský politik a devátý prezident Srí Lanky. Zastává také funkce ministra financí, ministra obrany, ministra pro podporu investic, ministra technologií a ministra pro ženy, děti a sociální posílení.
Od roku 2004 vede Sjednocenou národní stranu. Pětkrát se stal premiérem Srí Lanky a vedl celkem šest vlád. V letech 1994–2001 a 2004–2015 byl také předsedou opozice.

## Raný život a vzdělání
Narodil se 24. března 1949 v Kolombu jako druhý syn Esmonda Vikremesingheho a Nalini Vikremesingheové. Jeho otec byl právník. Jeho dědečkem byl Cyril Vikremesinghe, mediální manažer D. R. Wijewardhena.
Vikremesinghe studoval na Královské přípravné škole a na Royal College v Kolombu. Později studoval na právnické fakultě Cejlonské univerzity. Po ukončení studia složil právnické zkoušky na Cejlonské právnické fakultě. V roce 1972 složil advokátní přísahu poté, co se stal koncipientem u H. W. Jayewardeneho. V roce 1973 se stal advokátem. Dne 14. února 2017 obdržel čestný doktorát Deakinovy univerzity za významný přínos v oblasti reforem v hospodářství, vzdělávání a lidských práv.

## Prezident Srí Lanky
Dne 13. července 2022 uprchl ze země prezident Gotabaja Radžapaksa a Vikremesinghe se z titulu své premiérské funkce ujal funkce prezidenta a zavedl na Srí Lance výjimečný stav. Dne 15. července 2022 složil přísahu, a stal se tak úřadujícím prezidentem Srí Lanky.
Dne 20. července byl v tajném hlasování zvolen srílanským parlamentem devátým prezidentem Srí Lanky. Svého hlavního soupeře Dullusa Alahapperumu porazil poměrem 134 hlasů ku 82 hlasům. Dne 21. července složil v prostorách parlamentu přísahu, a stal se tak devátým prezidentem Srí Lanky. O den později jmenoval Dineshe Gunawardenu předsedou vlády.
V září 2022 navštívil Spojené království, aby se na pozvání krále Karla III. zúčastnil pohřbu královny Alžběty II.

### Potlačení protivládních protestů
Krátce po svém jmenování do funkce prezidenta Vikremesinghe slíbil, že potlačí protivládní protesty. Později prohlásil, že protestující jsou „fašisté“. Dne 22. července provedly Bezpečnostní síly zátah na místo protestu v Galle Face Green. Padesát protestujících bylo zraněno a dva z nich byli hospitalizováni. Během zásahu byli napadeni také novináři BBC. Saliya Pieris, předseda Srílanské advokátní komory, zásah odsoudil. Znepokojení vyjádřila také britská vysoká komisařka na Srí Lance Sarah Hultonová.

## Osobní život
Vikremesinghe se v roce 1994 oženil s Maithree Vikremesingheovou, srílanskou akademičkou a profesorkou angličtiny.
Ve vládě působila řada Vikremesingheho blízkých příbuzných. Jeho bratranec Ruwan Wijewardene byl ministrem obrany, Wasantha Senanayake ministrem zahraničních věcí a jeho teta Amari Wijewardeneová byla vysokou komisařkou Srí Lanky ve Spojeném království.